# Endress+Hauser
Endress+Hauser AG är ett familjeägt företag inom industriautomationsbranschen, styr- och reglerteknik. 
Företaget startades 1953 och har sitt säte i Schweiz och cirka 7 500 anställda internationellt (2010). Den första produkt Endress+Hauser marknadsförde var nivåmätande utrustningar. 
Endress+Hauser tillhör en liten grupp företag som tillkom under 1950- och 1960-talen, som levererade komponenter för att automatisera produktionen i till exempel bilfabriker, och för att styra och reglera processer inom processindustrin. 
Med kontor runt om i världen tillverkar man instrument för mätning av nivå, flöde, tryck och temperatur. Man producerar också analysinstrument som mäter variabler i vattenkvalitet, såsom pH / ORP, konduktivitet, löst syre, och turbiditet. Företaget har också ett sortiment av instrument avsedda för användning i farliga miljöer och extrema förhållanden.
Endress+Hauser har 41 försäljningsställen i världen, som under förra året omsatte 985 miljoner euro. Bolaget har produktionsanläggningar i Tyskland, Schweiz, Frankrike, Storbritannien, Italien, USA, Kina, Indien, Japan och Tjeckien.

## Historik
Endress + Hauser grundades 1953 av Georg Endress (1924-2008) och Ludwig Hauser (1895-1975) och sedan 1975 ägs företaget av familjen Endress. 1995 tog Klaus Endress över ledarskapet för gruppen från sin far. Endress+Hauser har utvecklats under mer än fem decennier från att ha varit enbart specialiserat på nivåmätning till en leverantör av kompletta lösningar för industriell mätning och automatisering.